# Vikingové
Vikingové (název ze staroseverštiny nejistého původu, přídavné jméno je vikinský nebo vikingský) byli severští mořeplavci z jižní Skandinávie (dnešní Dánsko, Norsko a Švédsko), kteří od konce 8. do konce 11. století podnikali loupeživé výpravy, přepady, nájezdy, pirátství, ale také obchodovali a usadili se v mnoha částech tehdejší Evropy. Pro konsolidující se evropské státy tehdy představovali hrozivé nebezpečí. Mapovali oblasti západně od Anglie na Island, do Grónska a do Vinlandu, dále také na východ a na jih přes Rusko do Konstantinopole, Persie a Arábie. V zemích, které přepadali a usadili se, je toto období známé jako vikinský věk a pojem „viking“ také běžně zahrnuje obyvatele severských domovin. Vikingové měli hluboký dopad na raně středověké dějiny Skandinávie, Britských ostrovů, Francie, Estonska a Kyjevské Rusi.
Vikingové se jako zkušení námořníci a navigátoři na palubách svých charakteristických lodí (základním typem byl tzv. langskip, „dlouhá loď“) plavili až do Středomoří, do severní Afriky, na Blízký východ a byli prvními Evropany, kteří se dostali do Severní Ameriky, kde se krátce usadili v Newfoundlandu. Vikingové založili osady na Britských ostrovech, v Irsku, na Faerských ostrovech, na Islandu, v Grónsku, v Normandii, na pobřeží Baltského moře a podél obchodních cest na řekách Dněpr a Volha na území evropské části dnešního Ruska, Běloruska a Ukrajiny (kde byli také známí jako varjagové). Z těchto severských kolonií pocházeli Normané, skandinávští Gaelové, Rusové, Faeřané a Islanďané. 

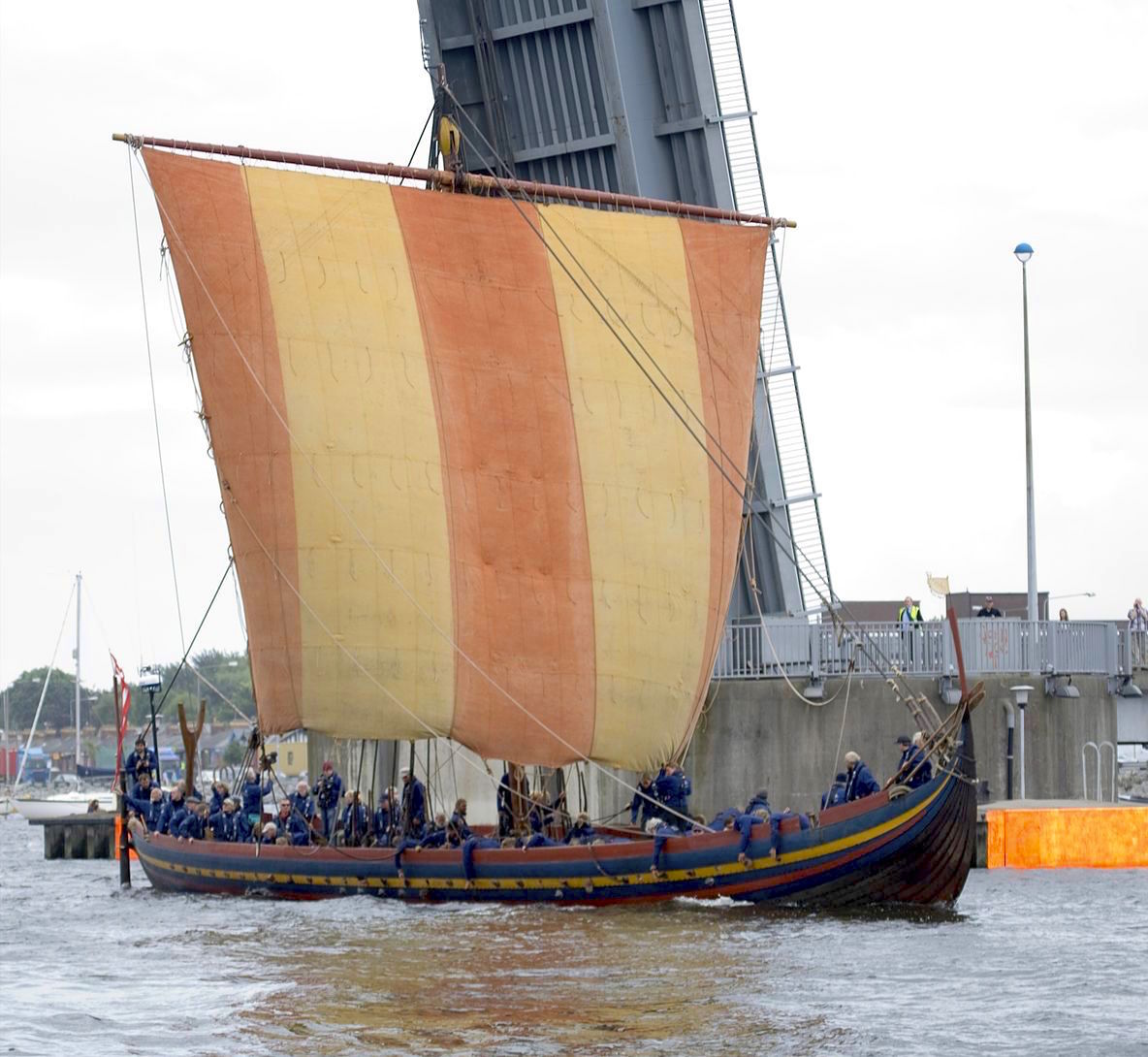
Replika vikinské dlouhé lodi

Během šíření severské kultury do cizích zemí přivedli současně do Skandinávie otroky, konkubíny a cizí kulturní vlivy, což zásadně ovlivnilo jejich historický i genetický vývoj. Během vikinského věku se severská území postupně sloučila z menších království do tří větších: Dánska, Norska a Švédska. Z hlediska etnického původu představovali vikingové severní větev Germánů. Z genetického hlediska ale nešlo jen o skandinávské typy.
Vikingové mluvili starou severštinou a zanechali nápisy psané runami. Řídili se původně staroseverským náboženstvím s bohatou mytologií, ale později se stali křesťany. Vikingové měli své vlastní zákony, umění a architekturu. Většina vikingů byli také farmáři, rybáři, řemeslníci a obchodníci. 
Pohled na vikingy se často liší od poznatků o vyspělé civilizaci Seveřanů, které vycházejí z archeologie a historických pramenů. V 18. století se začal objevovat romantizovaný obraz vikingů jako vznešených divochů, který se dále propagoval 19. století. Pohledy na vikingy jako násilné, pirátské pohany nebo jako neohrožené dobrodruhy byly zdrojem protichůdných vikinských mýtů, které se formovaly počátkem 20. století. Současné prezentace vikingů jsou často založeny na kulturních klišé a stereotypech a jsou zřídkakdy přesné (například neexistují důkazy o tom, že by nosili helmy s rohy; tento kostýmní prvek se poprvé objevil ve wagnerovské opeře).

## Historie

### Životní podmínky

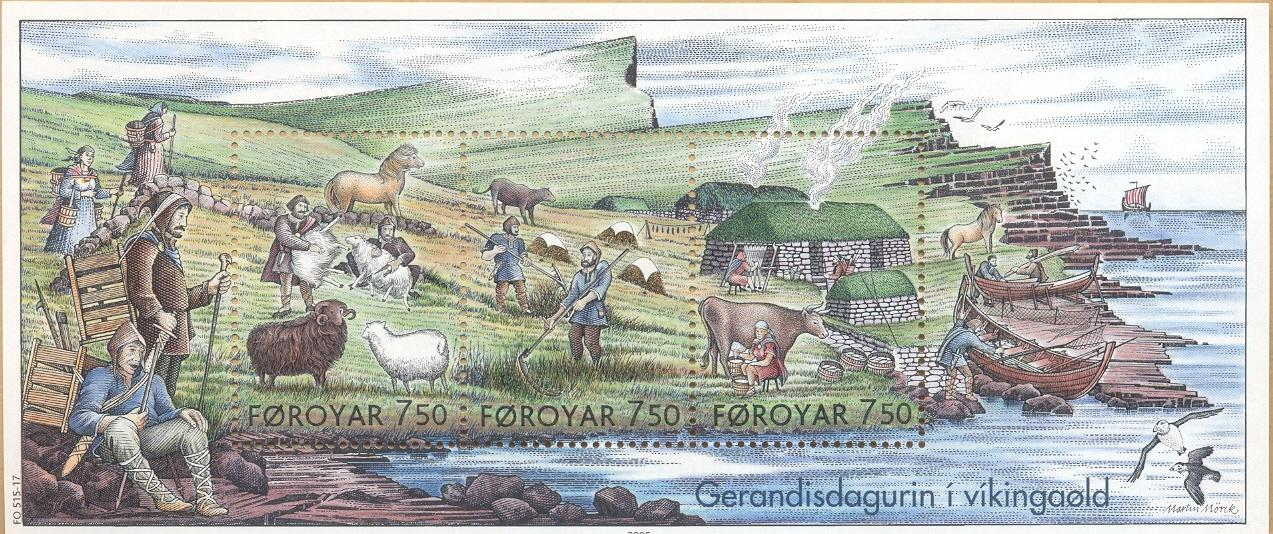
Život za dob vikingů na faerských poštovních známkách

Obyvatelstvo Skandinávie se živilo převážně zemědělstvím a rybolovem. Hlavní potravou byly různé druhy masa, ale pojídali také stravu rostlinného původu. Zemědělství se věnovali pouze v některých oblastech, kde k tomu byly přírodní podmínky (švédské Skåne a Gotland, norský Viken, Jutský poloostrov). Přes zimu vyráběli nástroje, se kterými pak muži na svých cestách obchodovali, zatímco ženy, děti, starci a otroci zůstávali doma. Ženy Vikingů neměly ve společnosti nízké postavení, kromě péče o hospodářství byly mezi nimi i válečnice.

### Expanze vikingů
| „                 | Jako bodající sršňové se rozlétli po celé zemi, řádili jako zuřiví vlci, drancující, trhající a zabíjející nejenom ovce a voly, ale i kněží a jáhny a taktéž sbory mnichů a jeptišek... | “ |
| — Šimon z Durhamu | |   |

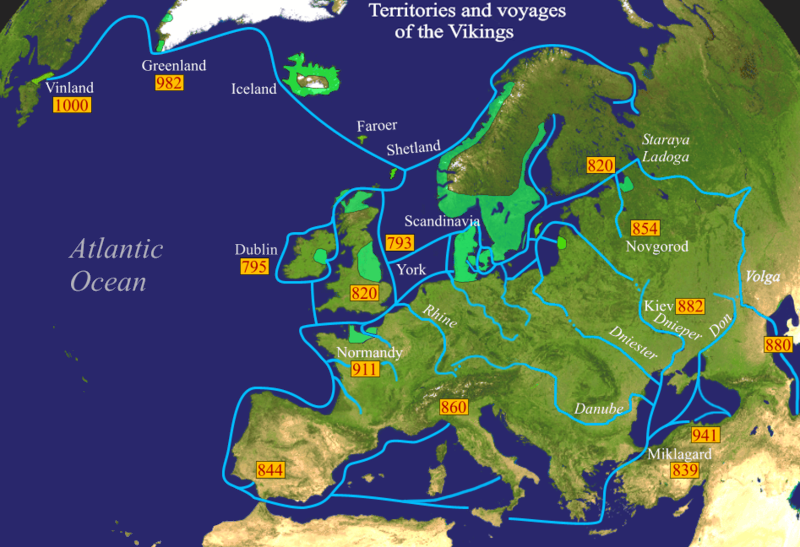
Území osídlená vikingy (zeleně) a trasy jejich plaveb (modře)

Ze Skandinávie (Norsko, Švédsko) se vikingové vypravili na jih zhruba v 8. století, plenili pobřeží Británie (kláštery Iona a Lindisfarne) a také pobřeží Francie (zejména při ústí řeky Seiny), a to až do 11. století. Pirátské nájezdy spojovali s obchodem – obchodovali s kořistí i válečnými zajatci. Hlavní důvody jejich expanze:
- nedostatek zemědělské půdy,
- populační vzestup Seveřanů a špatné vyhlídky potomků na dědictví, zatímco na jihu Evropy se nabízela bohatá kořist a možnost obchodování,
- předchozí územní expanze Franské říše a násilná christianizace pohanů, a pravděpodobně i velké napětí mezi Franky a Dány.

Vikinské válečné veslice (drakkary) měly malý ponor, což vikingům umožňovalo pronikat proti proudu velkých řek hluboko do vnitrozemí.

### Vpády vikingů

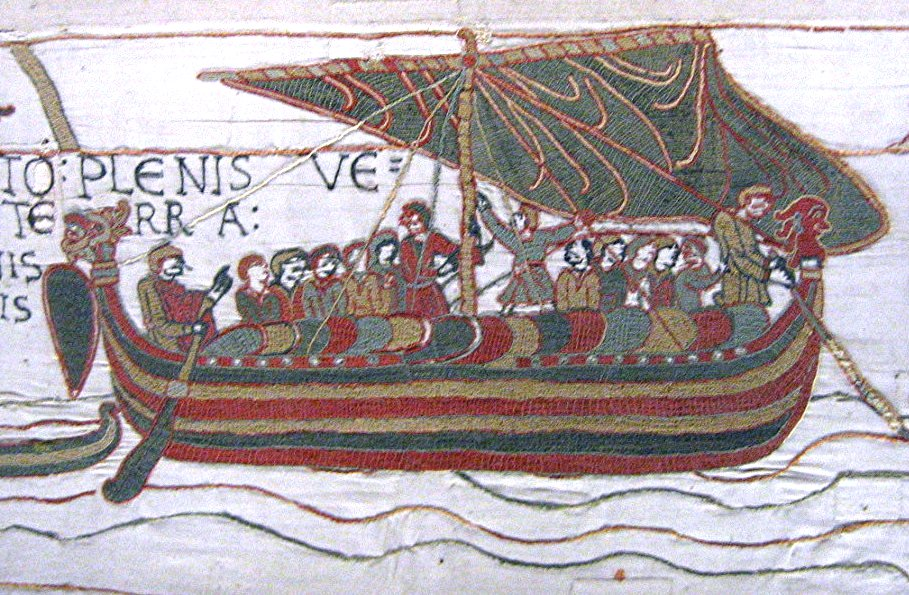
Vikinský drakkar na Tapisérii z Bayeux

Přibližně lze rozlišit tři větve severských Germánů a jejich směry expanze, které geograficky odpovídají moderním třem severským národům – Norům, Švédům a Dánům. Nezávislou skupinou byli v 10. a 11. století jómští vikingové.

#### Norští vikingové
Norští vikingové se soustředili na západ a také dále na jih. Osídlili severoskotské ostrovy, podmanili si ostrov Man a dále se zachytili ve Skotsku a Irsku a prakticky na všech pobřežích okolo Skotského moře. Odtud pak dále postupovali jak do anglického vnitrozemí, kde se jejich zájmy střetly se zájmy Dánů postupujících od západního pobřeží Anglie, tak i do Francie a dokonce i do oblasti Středozemního moře. Později pronikli na Faerské ostrovy, na Island, do Grónska a odtud potom do dnešní Ameriky. Norští vikingové vedení náčelníkem Leifem Erikssonem byli okolo roku 985 patrně prvními Evropany v Americe, kde zbudovali minimálně jednu malou osadu v severní části Newfoundlandu (snad legendární Vinland). Osada existovala jen krátce. Odtud se vikingové vydávali pravděpodobně i dále na jih, ale zatím není známo, kam až dopluli. Dnes je tato lokalita nazývaná L'Anse aux Meadows (Zátoka medúz) pod ochranou UNESCO a vznikl v ní vikinský skanzen. Vikinské osady v Grónsku zanikly v 15. století. K opuštění místa došlo patrně v důsledku sucha.

#### Dánští vikingové

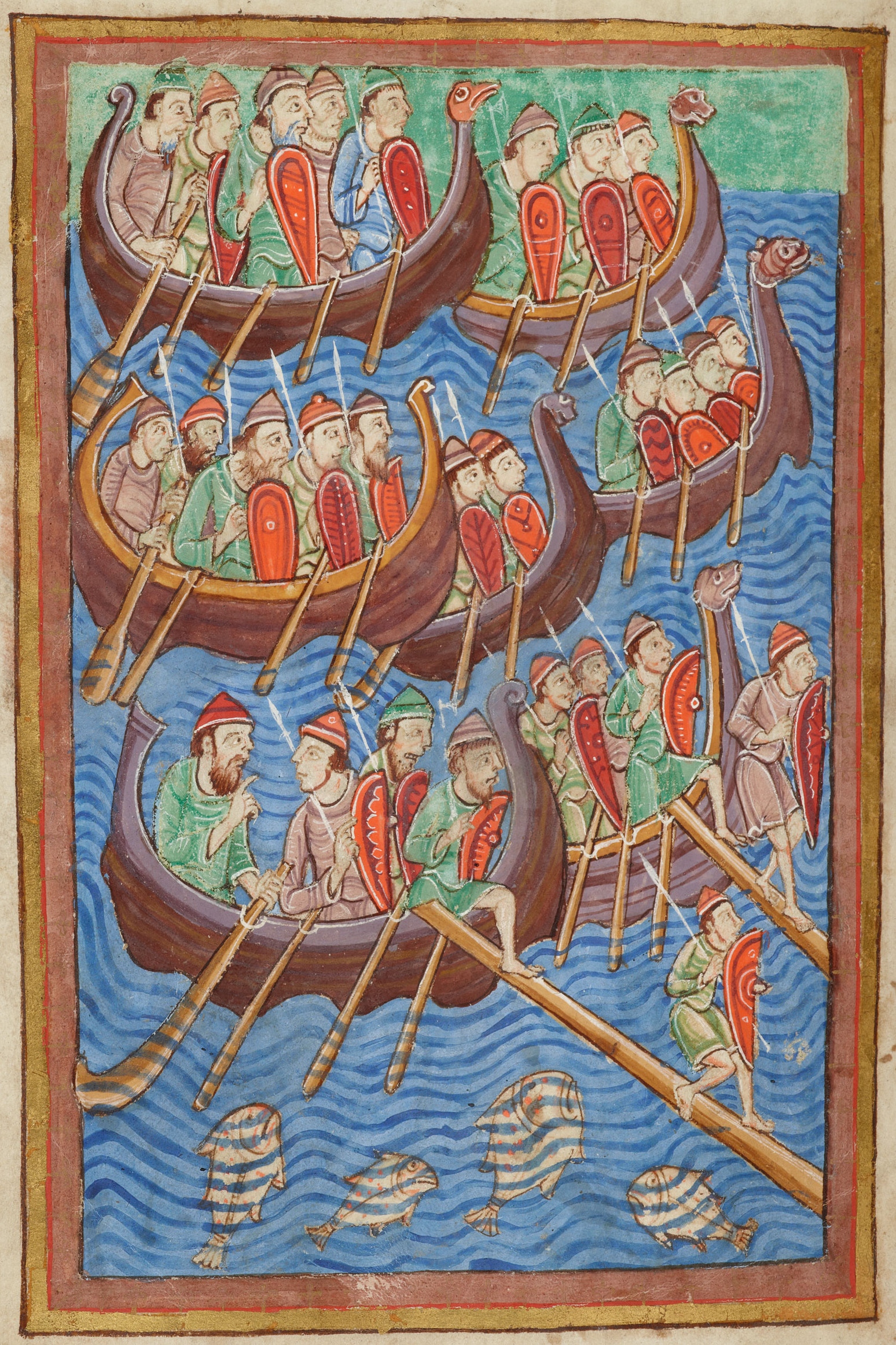
Invaze dánských vikingů na ilustraci z 12. století

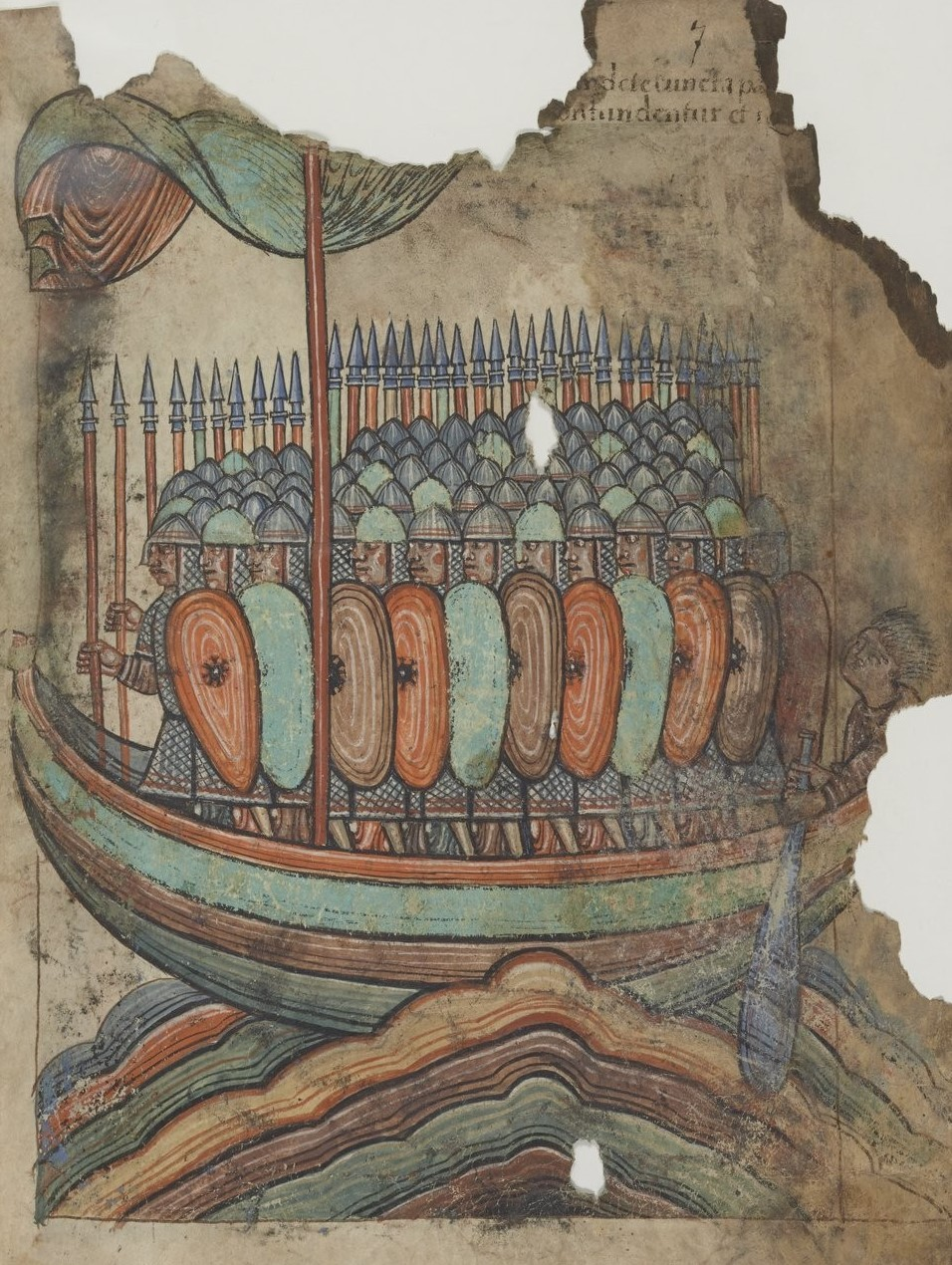
Nájezd vikingů na město Guérande, ilustrace z opatství Saint-Aubin, kolem roku 1100

Dánští vikingové se zaměřili na jihozápad. Pronikli do severní Francie a do Anglie a společně s norskými vikingy dopluli až do Středozemního moře. Roku 911 udělil západofranský král normanskému náčelníkovi Rollovi léno v hrabství Rouen (později Normandské vévodství). Ve druhé polovině 9. století kolonizovali také část Anglie. Území odpovídající zhruba dnešní Anglii bylo tak v této době rozděleno na dvě království – na severovýchodě se nacházelo vikinské Danelaw a na jihozápadě anglosaský Wessex. Dánští vikingové se zaměřili také na západní část Baltského moře.
Roku 1002 nařídil anglosaský král Ethelred, aby všichni Dánové žijící v Anglii byli povražděni. Masakr se pravděpodobně vyhnul oblasti Danelawu, kde bylo dánské osídlení příliš silné. Roku 1066 odrazil anglosaský král Harold Godwinson invazi norského krále Haralda, ale o několik týdnů později byl poražen v bitvě Hastingsu normandským vévodou Vilémem Dobyvatelem, potomkem vikinského náčelníka Rolla, který se po bitvě zmocnil vlády nad Anglií.

#### Švédští vikingové (Varjagové)
Švédští vikingové (Varjagové) tvořili elitní družiny ozbrojených kupců, kteří se zaměřili na východ. Po vodních tocích a plochách pronikali z Finského nebo Rižského zálivu k Volze a k Dněpru. Po těchto vodních cestách postupovali dále k jihu, po Volze do arabských zemí a po Dněpru do Černého moře a Byzance, kde začali varjagové sloužit jako osobní garda byzantských císařů (jedna z tehdejších obchodních cest je označována jako cesta od Varjagů k Řekům). Podle rozšířené normanské teorie vzniku ruského státu byli varjagové zakladateli Kyjevské Rusi a její původní panovnické dynastie Rurikovců, která v carském Rusku vládla až do konce 16. století (zakladatel Rurik, původem švédský Varjag). 

#### Jómští vikingové
Jómští vikingové (také jómsvikingové) byla nezávislá organizovaná družina žoldnéřů a banditů z 10. a 11. století. Jak je známo převážně z norských ság, usídlili se na jižním pobřeží Baltského moře, kde si zřídili pevnost Jomsborg (přesná poloha pevnosti není známa, bývá umisťována na ostrov Wolin v severozápadním cípu dnešního Polska). Nechávali se najímat do cizích armád od kohokoli, kdo byl ochotný jim za jejich služby patřičně zaplatit. Přestože zůstávali pohany, příležitostně bojovali i po boku křesťanských panovníků. Nakonec se norský král Magnus I. (1024–1047) rozhodl, že s Jómskými vikingy definitivně skoncuje; to se mu podařilo roku 1043, kdy Jomsborg dobyl. 

### Vikingové v českých zemích
Tunna a Gommon, kteří podle Kristiánovy legendy zavraždili sv. Ludmilu, byli podle historiků vikingové. Vikingem byl pravděpodobně i válečník, pohřbený v 9. století na Pražském hradě.

## Severská společnost a právní systém
Severská společnost se dělila do tří hlavních skupin, které popisuje např. Píseň o Rígovi, jedna z básní tzv. Poetické Eddy, a potvrdily je i archeologické nálezy:
- otroci (þræll)
- svobodní rolníci (karl)
- šlechta (jarl)

Nesvobodní otroci byli nejnižší sociální skupinou, obdobně jako otroci v jiných zemích. Tvořili až čtvrtinu populace. Otroci měli pro vikinskou společnost zásadní význam, byli to služebníci a dělníci na statcích a ve větších domácnostech, byli využíváni ke stavbě opevnění a silnic. Novými otroky se stávali synové a dcery otroků a také zajatci, které vikingové přiváželi ze svých nájezdů.
Svobodní rolníci či sedláci vlastnili půdu a dobytek a i když nehospodařili na velkých pozemcích, byli svobodní. Zabývali se každodenními pracemi jako byla orba polí či dojení dobytka, ale na těžkou práci využívali otroky. Do tohoto stavu karlů patřili také řemeslníci a válečníci, kteří se zúčastnili zámořských výprav, nebo huskarlové – osobní strážci.
Aristokracii vikinské společnosti tvořili velkostatkáři – jarlové, kteří byli bohatí a vlastnili velká panství s dlouhými domy, mnohdy i lodě, patřili jim koně a mnoho otroků, kteří dělali většinu každodenních prací. Jarlové se zabývali administrativou, politikou či myslivostí. Když jarl zemřel, jeho otroci byli někdy obětně zabiti a pohřbeni vedle něj, jak odhalilo mnoho vykopávek.
Nejvyšší místo patřilo králi, kterého si ze svého středu volili náčelníci. Jeho moc byla omezena shromážděním svobodných mužů – thingem. Učinit rozhodnutí proti jejich vůli bylo i pro krále téměř nemožné.
Thing, rada, kde se rozhodovaly důležité záležitosti, byl základem vikinského právního řádu. Byla to rada svobodných mužů, kteří byli věkem i vlastnostmi způsobilí nosit zbraň. Úlohou thingu bylo dohlížet na zachovávání zákonů, které se tradovaly ústním podáním. Vikinská společnost byla rozdělena na menší území, tzv. distrikty (např. Dánsko sestávalo v té době z asi 200 distriktů), z nichž každý měl svůj vlastní oblastní thing, a jim byl nadřazen zemský thing.
Výše trestu za násilné činy se řídila zavedenou stupnicí, nejvyšším trestem bylo vyhoštění ze společnosti. Slabinou tohoto systému bylo, že rada sice mohla vynést rozsudek, ale zpravidla už u méně závažných přestupků nijak nebylo zajištěno jeho vykonání. Komplikované spory nebo urážky na cti se také často řešily soubojem.

## Severské mýty a legendy

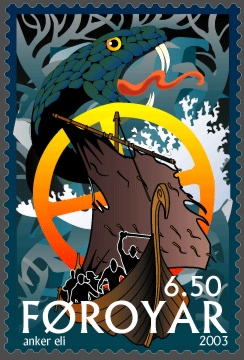
Mořský had Midgardsormr při Ragnaröku, konci světa, a loď Naglfar na faerské známce

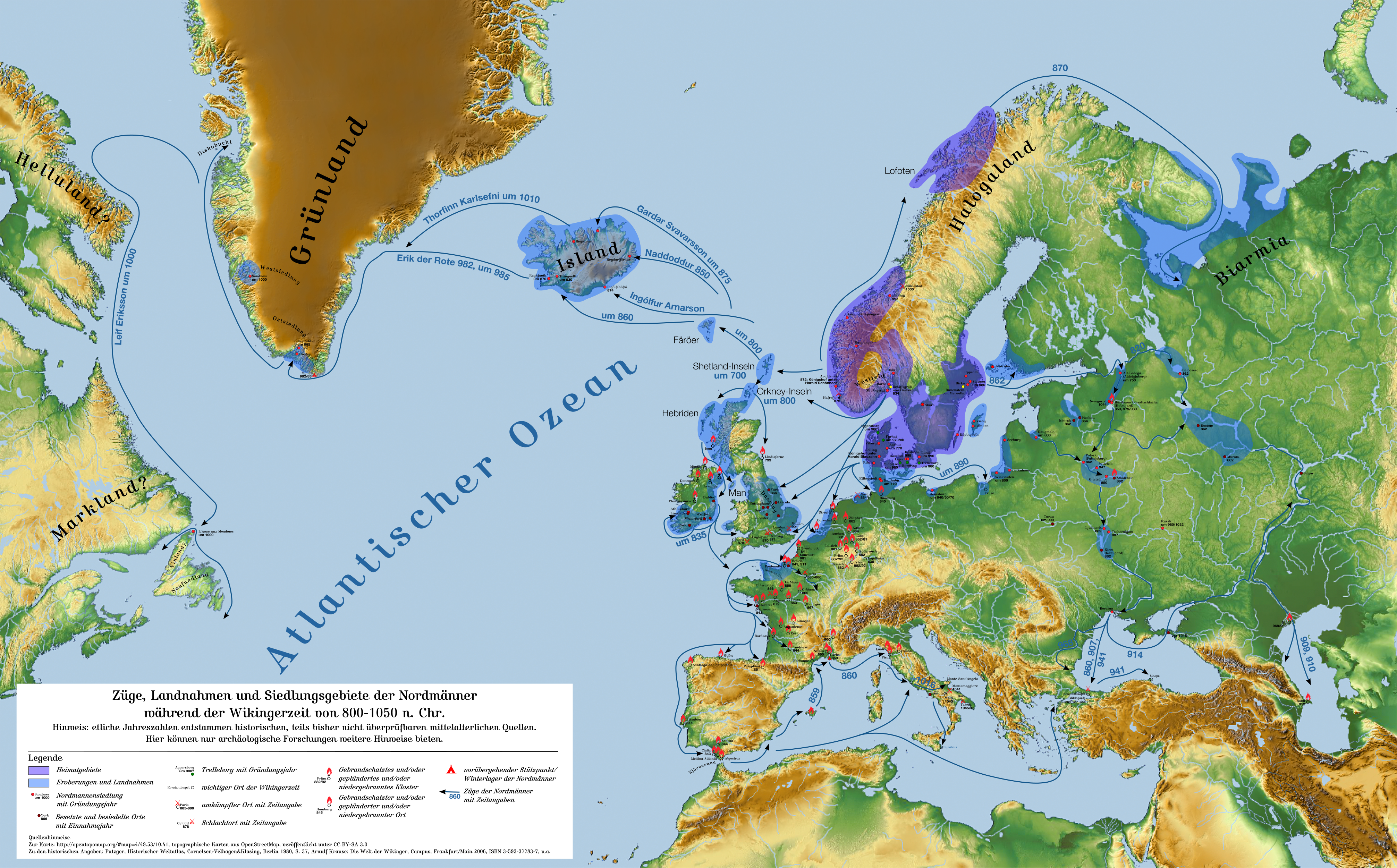
Města vypleněná vikingy

Vikingové měli velmi bohatou a propracovanou mytologii. Podle ní na samém počátku existovaly jen dva světy – svět zimy Niflheim a svět ohně Múspellheim. Tyto dva světy byly odděleny propastí Ginnungagap. Jednoho dne se však oheň spojil s ledem a z tohoto střetu se zrodil obr Ymi a kráva Audhumla, jejímž mlékem se Ymi živil. Svět byl v těch časech pustý a tak Audhumla olizovala alespoň kameny pokryté solí. A pravé z jednoho takového kamene vzešel "olizováním" první bůh Búri. Ten měl syna Boriho (není jasné, jak k němu přišel), jenž se oženil s obryní Bestlou (ta byla dcerou Ymiho – nové bytosti vznikaly z jeho potu, když spal) a spolu měli tři syny – Viliho, Véa a Ódina.
Tito tři bratři byli velmi znepokojeni množstvím trollů a jiných obrů, kteří se nekontrolovatelně tvořili z Ymiho těla, a tak se rozhodli, že tuto nebezpečnou rasu včetně Ymiho zabijí. Ve velkém boji se jim to povedlo, avšak jeden pár trollů přežil a dal základ nové generaci obrů, jež se stala úhlavními nepřáteli bohů.
Z Ymiho těla poté bratři vytvořili devět světů, které podpírá světový strom Yggdrasil. Na vrcholu jsou Ásgard a Vanaheim, světy bohů. Je tu i Valhalla – obří hodovní síň, kde Odin shromažďuje duše lidských bojovníků, z nichž buduje armádu pro závěrečnou bitvu, až nastane konec světa – Ragnarök. Duše do Valhally přinášely Valkýry – ženské služebnice bohů. Z Asgardu lze po duhovém mostě Bifröstu přejít do Midgardu – světa lidí, který se však prolíná i s Jötunheimem, zemí obrů.
Pod těmito světy je Helheim, země mrtvých. Zde vládne bohyně Hel. Strom Yggdrasil zde má i své tři kořeny – jeden vede ke studni osudu Urdi, kde sídlí i tři bohyně osudu nazývané Norny. Druhý kořen vede ke studni moudrosti, kterou hlídá obr Mími. Třetí kořen vede k prameni řeky Gjöll, kde sídlí drak Nidhögg, který kořeny okusuje. Po kmeni neustále běhá mezi světy veverka Ratatosk a sděluje pomluvy od draka nebeskému orlu Vidofniru, který sídlí na vrcholu stromu, a zase naopak od orla drakovi.
Lidé vznikli tak, že Odin, Vili a Vé vdechli život dvěma kmenům, které našli vyplavené na pláži. Muž byl z jasanu – Ask a žena z jívy – Embla.
Trojice hlavních bohů se později rozrostla. V čele všech bohů stanul Odin, který obětoval své oko, aby získal moudrost z Mímiho studny, studně moudrosti. Se svojí manželkou bohyní Frigg zplodil několik synů – například boha války Tyra, boha světla Baldra a další. Zřejmě nejdůležitějším Odinovým synem (i když vzešlým z jiné ženy, bohyně Fjörgyn) byl Thór – bůh hromu. Mezi bohy byl přijat i Loki, původem obr, který uzavřel s Odinem pokrevní bratrství; byl lstivý, škodolibý a prospěchářský a bohům způsobil nejednu nepříjemnost.

## Vikingové a oděvy
Způsob oblékání vikingů závisel na třech věcech:
1. v jaké části Skandinávie žili;
2. jaké bylo jejich postavení ve společnosti;
3. jak byli bohatí.

Oblečení vikingů bylo přizpůsobeno jeho použití a pohodlí a daleko méně současné módě. Protože skandinávské podnebí bylo chladné, bylo oblečení teplé, většinou vlněné, lněné nebo kožené. Vikingové měli v oblibě pestré barvy, a proto často jimi své oblečení zdobili. Barviva na přízi byla přírodní a získávala se z rostlin.
Každá vikinská žena měla doma nástroje pro výrobu látek (přeslice, kostěné jehly apod.). Technikou nålebinding vyráběly ženy různá pouzdra, ponožky do kožených sandálů, čepice, rukavice i kabáty. Protože výroba každého kusu oblečení byla časově velmi náročná, byl výsledný kus velmi jednoduchý.
Vikingové se často vraceli ze svých cest s nákladem vlny a hedvábí. Hedvábí bylo ovšem velmi drahé, a tak si jej mohli dovolit pouze bohatí jedinci.
Ženy nosily lněné šaty, na kterých měly zástěru. Ta chránila šaty před ušpiněním a také se do ní dávaly často používané předměty, např. nůž. Drobné předměty se věšely na krk či se nosily v pouzdrech u pasu, protože šaty neměly žádné kapsy. Na hlavě nosily ženy šátek, který byl u krku uvázán a opatřen broží.
Oblíbenou ozdobou bohatších vikinských mužů bývala hedvábná čelenka (hlað) a náramek, pletený nebo točený kruh ze zlata nebo stříbra. Ženy se zdobily také většími zlatými či stříbrnými kruhy, různými sponami a závěsnými šperky.

## Mýtus o vikinských rohatých přilbách

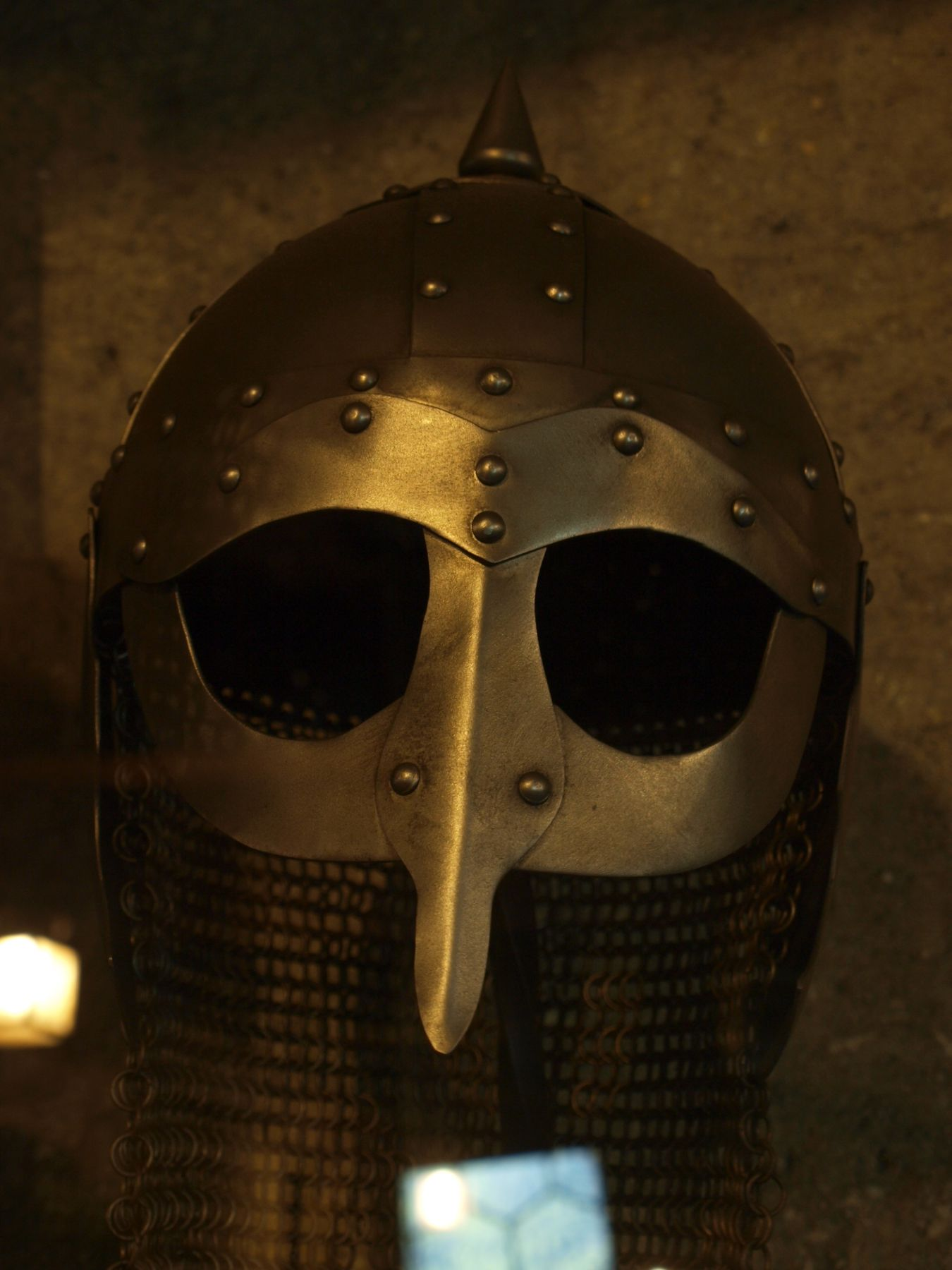
Replika vikinské přilby

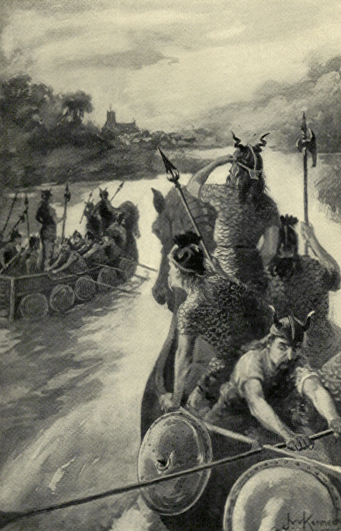
Vikingové (s rohatými přilbami) blížící se k Winchesteru (knižní ilustrace, cca 1900

Zažité stereotypní představy o vikinzích jako urostlých polonahých válečnících s dlouhými vousy a rohatými přilbami, oděných jen v nezpracovaných zvířecích kůžích, jsou na hony vzdáleny skutečnosti. Jedná se o mylný obraz z éry romantismu období 19. století, šířený zpočátku zejména německými romantiky. Patrně k tomu došlo na základě záměny se vzhledem válečníků z doby bronzové, jmenovitě s keltskými Galy, jistou roli v tom ale mohlo sehrát i mylné pochopení germánských uměleckých předmětů, zobrazujících neurčité rohaté postavy, válečníky nebo berserky, vzácně i kněze. Fakticky nikdy nebyly nalezeny rohaté ani okřídlené přilby z doby vikingů. Podstatně staršího data jsou přilby s dlouhými rohy vyhotovené z bronzu, pocházející z doby bronzové. Výstava vikinských artefaktů v New Yorku v roce 2016 poukázala na to, že takové přilby archeologové nikdy nenalezli.

## Vikinské lodě
Charakteristickým typem vikinských lodí byl tzv. langskip („dlouhá loď“). Podle velikosti a konstrukčních detailů se rozlišují např. 
- drakkar – v 9. století, válečná loď
- snekkar – v 9. století, válečná loď
- knarr – v 10.–11. století, kolonizátorská a obchodní loď

## Odraz vikinské doby v novodobé kultuře
Příběhy Vikingů jsou častým námětem literárního nebo filmového zpracování. V Česku jsou známé např. dvoudílná vikinská sága Röde Orm od Franse Gunnara Bengtssona (vyšla v roce 1948 pod názvem Rudý Orm a později několikrát pod názvem Zrzavý Orm), nebo  irsko-kanadský televizní seriál Vikingové (první řada vznikla v roce 2013). Do popředí se dostal i seriál Poslední království (The Last Kingdom), který je zasazen do 2. poloviny 9. století, kdy byla Anglie rozdělena na Wessex a Danelaw.